# كانالاكيون (بروزة)
كانالاكيون (Καναλλάκιον) هي مدينة في بريفيزا في مقاطعة كينتريكي إلادا في اليونان.
يبلغ عدد سكانها حوالي 2318 نسمة.